# 黃澍珍
黃澍珍（？—？），江苏上元縣人，清朝政治人物。

## 生平
黃澍珍曾于光绪十一年（1885年）接替善昌任福建龙岩州知州一职，光绪十一年由沈学海接任。